# Archives of Sexual Behavior
Archives of Sexual Behavior est le journal officiel de l'Académie internationale de recherche sur la sexualité à comité de lecture, en sexologie.

## Histoire
Le journal a été créé en 1971 par Richard Green, qui fut son rédacteur en chef jusqu'en 2001 ; Kenneth Zucker occupe depuis ce poste. Il est publié par Springer Science+Business Media et est devenu une revue de premier plan dans son domaine : la sexologie,.
Il s'agit du journal officiel de l'Académie internationale de recherche sur la sexualité.

## Rédacteurs en chef
- Richard Green, qui est le fondateur du journal[6], de 1971 à 2001.
- Kenneth J. Zucker (élève de l'Université de Toronto)[7],[6].

## Contenu
De 2002 à 2011, le nombre de manuscrits envoyés à la rédaction est passé de moins de 100 à environ 350 par an.
Parmi les manuscrits soumis entre les années 2002-2010 :
- 12,4 à 21,2 % d'entre eux ont été acceptés ou pré-approuvé
- 28,4 à 47,5 % d'entre eux renvoyés pour modifications
- 31,2 à 57,7 % des manuscrits ont été refusés

Environ 75 % des manuscrits renvoyés pour un changement complet ont fini par être publiés, la grande majorité des autres n'ont pas été soumis à nouveau.

## Catégories de l'article
Les types d'articles publiés dans la revue comprennent :
- la recherche empirique (à la fois quantitative et qualitative)
- des revues et des essais théoriques
- des rapports de cas cliniques
- des lettres à l'éditeur
- des critiques de livres

## Nombre de citations, facteurs d'impact, score MNiSW
Selon le Journal Citation Reports, le journal avait en 2013, un facteur d'impact de 2.783.
En 2015, le magazine a été cité 5016 fois, et son facteur d'impact pour cette année était de 2.704, ce qui le plaçait, :
- 3e sur 95 revues dans la catégorie des « sciences sociales interdisciplinaires »,
- 27e sur 122 revues dans la catégorie « psychologie clinique ».

Sur la liste des revues polonaises notées par le ministère de la Science et de l'Enseignement supérieur en 2015, « Archives of Sexual Behaviour » a reçu 45 points.

## Indexation
Archives of Sexual Behavior est indexé par Biological Abstracts, Current Contents/Social & Behavioral Sciences, Embase, Family & Society Studies Worldwide, Health and Safety Science Abstracts, Index Medicus/MEDLINE, Psychological Abstracts, PsycINFO, Referativny Zhurnal, Risk Abstracts, Sage Family Studies Abstracts, Scopus, Sexual and Relations Therapy, Social Sciences Citation Index, Social Science Index,Sociological Abstracts, Studies on Women & Gender Abstracts, and Violence and Abuse Abstracts.